# الدوري النمساوي 1952–53
الدوري النمساوي الممتاز 1952–53 (بالألمانية: Österreichische Fußballmeisterschaft 1952/53)‏ هو الموسم 42 من بوندسليغا النمسا لكرة القدم. أشرف على تنظيمه اتحاد النمسا لكرة القدم، وكان عدد الأندية المشاركة فيه 14، وفاز فيه أوستريا فيينا.